# The Apostasy
The Apostasy (в переводе с англ. — «Отступничество», Апостасия) — восьмой студийный альбом польской блэк-дэт-метал группы Behemoth, выпущен 2 июля 2007 в Европе на лейбле Regain Records и 17 июля 2009 в США на лейбле Century Media Records. Альбом The Apostasy был записан в студии Радио-Гданьск с ноября 2006 до марта 2007 года. Альбом The Apostasy дебютировал на 56-м месте в Billboard 200.

## Запись альбома
Работа над новым материалом началась после концертного тура в поддержку альбома Demigod и процесс записи нового альбома длился непрерывно три месяца. Альбом The Apostasy был сведён Даниэлем Бергстрэндом в Dug Out Studio (Швеция) в марте 2007 года. Мастеринг был произведён Бьёрном Энгельманном в Cutting Room Studios в Стокгольме также в марте 2007 года. Большая часть работы выпала на долю ударника Inferno он пытался отыграть одну композицию несколько раз, и ни один из получившихся вариантов не показался ему достаточно хорошим, в целом запись ударных заняла 10 дней, если не считать неделю, потраченную на настройку звука и подбор нужных микрофонов. Затем группа приступила к записи гитарных партий.
Адам «Nergal» Дарский прокомментировал запись альбома:
Мы практически закончили запись всех гитарных партий. Это заняло немного больше времени, чем мы планировали, но на The Apostasy мы очень требовательны к технике игры. Мы очень горды тем, что уже записали, и звук получился просто сногсшибательным. На данный момент я окончательно остановился на использовании трех усилителей и записи по две гитары на каждой стороне. Это позволяет добиться более сочного и специфичного звука.
Мы еще никогда так слаженно не работали как группа. Три месяца без перерывов мы провели в подготовке к записи, репетируя по 4-6 часов в день. «Inferno» только что закончил запись всех партий ударных. Должен сказать, он полностью посвятил себя работе над этим проектом. На его долю выпала самая большая физическая нагрузка в группе, и сейчас - он просто на вершине.
Также в записи альбома The Apostasy, в песне «Inner Sanctum» участвовали специальные гости Уоррел Дейн и Лешек Можджер.

## Стилистика альбома
В отличие от предыдущих альбомов Behemoth, на этом альбоме используется фортепьяно и духовая секция: трио трубы, тромбоны, валторны, которые использовались в нескольких из песен альбома. Альбом был также выпущен в виниловом формате, ограниченном 500 копиями.

## Название альбома
Название альбома обращается к термину «Вероотступничество», используемый для обозначения религиозного отступничества. Вероотступничество представляет собой добровольный отказ верующего от своей религии либо отказ клирика от своих обязанностей или подчинения церковной иерархии. Фотографии для альбома сделал Кшиштоф «Садо» Садковский во время фото-сессии в Мальборке, на фото изображена индусская богиня Кали.

## Другие факты
Был снят клип на песню «Prometherion». Тема этой песни была навеяна драмой «Prometheus Unbound» за авторством Перси Биши Шелли.
The Apostasy был сыгран на концертах в США в рамках фестиваля Ozzfest, с участием таких артистов, как Lamb of God, Hatebreed, Static-X, Ozzy Osbourne, DevilDriver, Nile, и Lordi. 15 августа непосредственно перед концертом, в рамках фестиваля, лидер группы «Нергал» отправился давать уроки игры на гитаре, представив ранние и новые записи, включающие «Summoning of the Ancient Ones», «Conquer All» и «Demigod».
11 января 2008 года группа объявила о подписании контракта с звукозаписывающим лейблом Nuclear Blast Records и Metal Blade Records. В том же году группа объявила о начале работы над новым студийным альбомом и DVD.
28 и 29 января прошли съёмки клипа на песню «At The Left Hand Ov God» из альбома «The Apostasy». В апреле того же года Behemoth посетили с концертами двадцать четыре города в Соединённых Штатах и Канаде, с группами Dimmu Borgir и Keep Of Kalessin в продвижение альбома, который был продан по всему миру тиражом 70 000 экземпляров.
В июне 2008 года усилиями Mystic был переиздан альбома «The Apostasy» с дополнительным DVD, содержащий, среди прочего, видеообзор процесса записи альбома. В сентябре того же года видео на песню «At The Left Hand Ov God» было номинировано на польском фестивале в категории за лучшую режиссуру и получил гран-при за лучший клип.

## Список композиций
| №   | Название                      | Текст песни              | Музыка | Длительность |
| --- | ----------------------------- | ------------------------ | ------ | ------------ |
| 1.  | «Rome 64 C.E.»                | —                        | Nergal | 1:16         |
| 2.  | «Slaying the Prophets ov Isa» | Nergal                   | Nergal | 3:23         |
| 3.  | «Prometherion»                | Nergal                   | Nergal | 3:03         |
| 4.  | «At the Left Hand ov God»     | Nergal, Кшиштоф Азаревич | Nergal | 4:58         |
| 5.  | «Kriegsphilosophie»           | Nergal                   | Nergal | 4:23         |
| 6.  | «Be Without Fear»             | Nergal                   | Nergal | 3:17         |
| 7.  | «Arcana Hereticae»            | Nergal, Кшиштоф Азаревич | Nergal | 2:58         |
| 8.  | «Libertheme»                  | Nergal                   | Nergal | 4:53         |
| 9.  | «Inner Sanctum»               | Nergal                   | Nergal | 5:01         |
| 10. | «Pazuzu»                      | Nergal                   | Nergal | 2:37         |
| 11. | «Christgrinding Avenue»       | Nergal                   | Nergal | 3:50         |

## Бонусный DVD
«Making of the Apostasy» — 25:28

## Позиции в чарте
Album — Billboard (Северная Америка)
| Год  | Чарт                 | Позиция |
| ---- | -------------------- | ------- |
| 2007 | Billboard Top 200    | 149     |
| 2007 | Top Hard Rock Albums | 24      |
| 2007 | Top Heatseekers      | 2       |

| Год  | Чарт   | Позиция |
| ---- | ------ | ------- |
| 2007 | Польша | 9       |

## Над альбомом работали
Behemoth
- - Адам «Nergal» Дарский — вокал, соло-гитара, акустическая гитара, синтезатор, программирование.
  - Томаш «Orion» Врублевский — бас-гитара, бэк-вокал
  - Збигнев Роберт «Inferno» Проминьский — ударные
  - Патрик «Seth» Штибер — ритм-гитара, бэк-вокал.

Приглашённые музыканты
- - Лешек Можджер — фортепиано на « Inner Sanctum»
  - Уоррел Дэйн — вокал на « Inner Sanctum»

Дополнительные музыканты и производство
- - Пётр Глюх — труба
  - Яцек Свенджиньский — валторна
  - Марцин Дзецелевский — тромбон
  - Ханна Квятковская — сопрано
  - Анна Асмус — сопрано
  - Сильвия Фалецкая — альт
  - Тамара Хейка — альт
  - Гжегож Земба — тенор
  - Францишек Искшицкий — тенор
  - Пётр Мацаляк — бас
  - Пётр Глюх — труба, меры трубы
  - Кшиштоф Азаревич — текст
  - Куба Маньковский — хор
  - Пётр Банька — трубы
  - Аркадиуш Мальчевский — производство
  - Марцин Малиновский — помощник инженер
  - Даниель Бергстранд — сведение
  - Бьёрн Энгельманн — мастеринг
  - Томаш Данилович — фотографии
  - Кшиштоф Садовский — фотография группы
  - Збигнев Йозвик— скульптура
  - Шарон Э. Веннекерс — консультации